# Signs of Life (álbum)
Signs of Life es el primer álbum grabado por la banda finlandesa Poets of the Fall . Lanzado el 19 de enero de 2005 en Finlandia.
Después del gran éxito que la banda alcanzó después de haber lanzado su primer sencillo Late Goodbye el 30 de junio de 2004, y el sencillo Lift el 9 de septiembre de 2004, POTF tenía que lanzar su primer álbum.
Ya habían sido votados como la Revelación del Año 2004, y Lift había quedado como la segunda mejor canción del mundo, así que fueron bien recibidos al lanzar su disco debut.
"Signs of Life", sigue teniendo una gran demanda, recibiendo más órdenes de las esperadas desde su lanzamiento el 19 de enero de 2005, lo cual lo llevó al número uno de las listas finlandeses, ganando un disco de oro en abril de 2005 y platino en abril de 2006. Esto hace de "Signs of Life" uno de los álbumes más vendidos del 2005 en Finlandia.
El disco también incluyó un enlace a una página secreta de su sitio web, con una versión remezclada de "Lift" (titulada "Dramadance Remix").

## Lista de canciones
1. Lift - 5:11
2. Overboard - 4:43
3. Late Goodbye - 3:46
4. Don't Mess with Me - 3:58
5. 3 AM - 4:21
6. Stay - 3:33
7. Seek You Out - 3:46
8. Shallow - 4:23
9. Everything Fades - 3:08
10. Someone Special - 4:18
11. Illusion & Dream - 5:26
12. Sleep - 4:58

### Sencillos
- Late Goodbye (Theme from Max Payne 2)
- Lift

## Videos
- Late Goodbye
- Lift

## Premios y logros
En la entrega anual de los Emma Awards el álbum "Signs of Life" fue premiado como Mejor álbum debut del 2005 y la banda fue elegida como mejor banda revelación. En Finlandia los "Emma Awards" son equivalentes a los Grammy.
"Signs of Life" también se publicó en Suecia, Dinamarca, Noruega, Australia, Nueva Zelanda, Ucrania y Sudáfrica. Con ello, otros sencillos fueron lanzados en las radios para promocionar el álbum, "Illusion & Dream" y "Stay", siguiendo los pasos de "Late Goodbye" y "Lift".